# Czerwony Dwór (Nowy Dwór)
Czerwony Dwór – przysiółek wsi Nowy Dwór w Polsce, w województwie wielkopolskim, w powiecie nowotomyskim, w gminie Zbąszyń. Miejscowość znajduje się w odległości 2 km na wschód od miasta gminnego – Zbąszynia.
W latach 1975–1998 miejscowość należała administracyjnie do województwa zielonogórskiego.
Zabudowania folwarku Czerwony Dwór stanowiły punkt wypadowy do ataków sił polskich na Zbąszyń podczas powstania wielkopolskiego oraz podczas próby odbicia miasta 1–2 września 1939.